# قمری جرجانی
ابوالقاسم زیاد بن محمّد شناخته‌شده به قمری جرجانی شاعر ایرانی همدوره و مدح‌کننده قابوس وشمگیر بود. شعر زیر از اوست:
| بوستانا تو چو من گشتی و من گشته چو تو    |  | تو مگر تازه شدی همچو من از ابر دگر     |
| تو چنان تازه به ابری من چنین تازه به ابر |  | جز که ابر تو دگرسان است و ابر من دگر   |
| ابر من هنگام رادی شادمان و خندخند        |  | ابر تو هنگام رادی سوکوار و دیده‌تر      |
| ابر تو گه‌گاه بارد و آنچه بارد آب ناب     |  | ابر من پیوسته بارد وآنچه بارد سیم و زر |
| ابر تو چون رفت تو نابهره‌ور مانی از او    |  | ابر من هر جا که باشد من ز جودش بهره‌ور  |
| تو ندانی خواند مدح ابر باران‌بار هیچ      |  | من ز نو ابر مدح خویش برخوانم زبر       |

## منبع
- محمد دبیر سیاقی، پیشاهنگان شعر پارسی، انتشارات علمی و فرهنگی